# ジョルジ・マルコ・デ・オリベイラ・モラエス
ジョルジ（ポルトガル語: Jorge）ことジョルジ・マルコ・デ・オリベイラ・モラエス（ポルトガル語: Jorge Marco de Oliveira Moraes、1996年3月28日 - ）は、ブラジル・リオデジャネイロ出身のサッカー選手。SEパルメイラス所属。ポジションはディフェンダー。

## クラブ

### フラメンゴ
11歳の時にCRフラメンゴの下部組織に入る。2014年3月16日のバングーAC戦でプロデビューする。
2014年9月26日、クラブとの契約を2017年12月まで延長した。
2015年6月1日のジョインヴィレEC戦でセリエAデビューした。

### モナコ
2016年9月にはイングランドのマンチェスター・シティFCが獲得に興味を示し、ビッグクラブの注目を集める。翌年1月26日にリーグ・アンのASモナコへの移籍が確定した。移籍金は850万ユーロでフラメンゴ史上最高額である。

### ポルト
2018年8月30日、FCポルトへ買取オプション付きレンタル移籍。

## 代表
2017年1月19日にコロンビアとの親善試合でブラジル代表に初招集された。その試合で代表初出場を記録した。

## タイトル

### チーム
モナコ
- リーグ・アン：1回（2016-17）

パルメイラス
- コパ・リベルタドーレス：1回（2021）